# Zieleń malachitowa
Zieleń malachitowa – organiczny związek chemiczny, syntetyczny barwnik zasadowy, pochodna trytylu. Stosowany do barwienia bawełny, wełny, jedwabiu, papieru, a także preparatów bakteryjnych. W akwarystyce wykorzystywana do leczenia chorób ryb, zwłaszcza ichtioftiriozy, czyli tzw. ospy rybiej. Jest wskaźnikiem pH, przy pH 0,2–1,8 zmienia barwę z żółtej na zielononiebieską. Ponadto roztwór zieleni malachitowej i molibdenianu amonu jest odczynnikiem do wykrywania fosforanów.

## Zastosowanie w akwarystyce
W akwarystyce stosowana jest od 1933 roku do zwalczania grzybów (Saprolegnia sp.) i pierwotniaków (głównie Ichthyophthirius multifiliis) atakujących ryby i ikrę. Stosuje się ją w kąpielach w postaci czystej lub mieszanki z innymi związkami, np. formaldehydem, zielenią brylantową, fioletem krystalicznym, błękitem metylenowym.
Tzw. preparat FMC jest mieszanką zieleni malachitowej z formaliną i błękitem metylenowym (3,5 g zieleni, 3,5 g błękitu na 1000 ml formaliny).
Procedura kąpieli trwa zazwyczaj 3 dni, lecz każdego dnia procedura musi być zaczynana od nowa. Stosuje się w celu kontroli pasożytów z rodzaju Cryptobia, Ichthyobodo, Chilodonella, Trichodina, Trichodinella oraz grzybicy skóry.

## Zagrożenia
Zieleń malachitowa i jej metabolit, zieleń leukomalachitowa, mogą się utrzymywać w organizmie ryb jadalnych przez dłuższy czas. W 2000 roku Unia Europejska zakazała stosowania zieleni malachitowej w hodowli ryb jadalnych ze względu na możliwość akumulowania się tego związku w organizmach ryb i potencjalnej toksyczności dla organizmu ludzkiego. W badaniach na zwierzętach oba te związki wykazały właściwości karcynogenne oraz teratogenne.